# Мельтеми

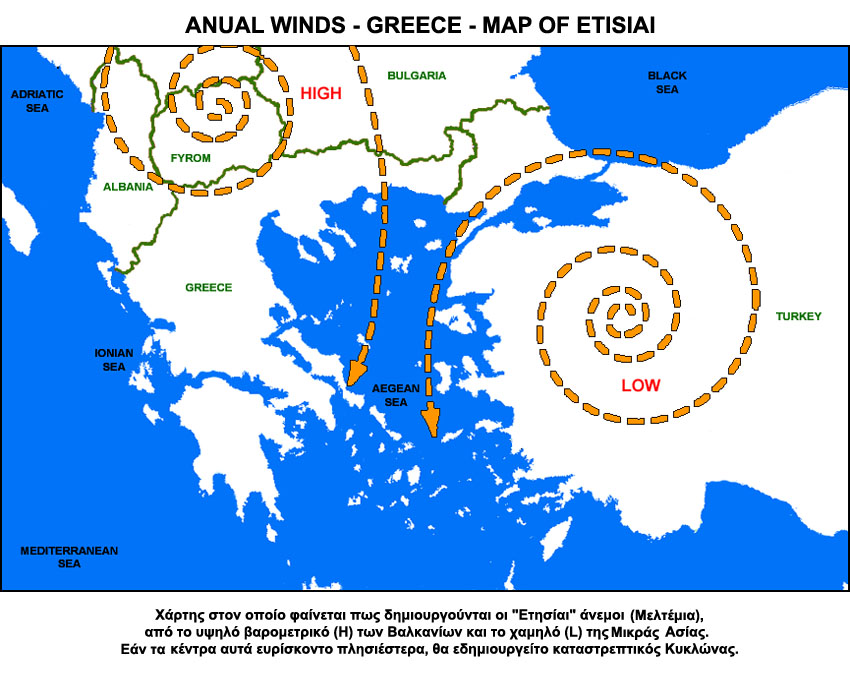
Мельтеми возникает из-за образования термической депрессии (области пониженного атмосферного давления) над сильно нагретой Западной Азией

Мельте́м, также мельтеми, мельтемья (греч. μελτέμι; мн. ч. μελτέμια, тур. meltem), эте́зии, эте́сии (др.-греч. ἐτησίαι от ἐτήσιος «годичный, годовой»), тж. этезиан (англ. Etesian wind от лат. etesius) — сильные пассатные сухие северные ветры Эгейского моря, которые дуют с середины мая до середины сентября. Оказывают доминантное значение на погоду в эгейском бассейне летом.
Достигают апогея в послеобеденное время и часто утихают к ночи, но иногда дуют непрерывно несколько дней. Похожие ветра дуют в адриатическом и ионическом регионе. Представляют опасность парусным судам, так как появляются внезапно в ясную погоду и достигают 7—8 баллов по шкале Бофорта. Некоторые яхты и большинство паромов не могут ходить в таких условиях.

## Этимология
Древнегреческое название этезии (др.-греч. ἐτησίαι) происходит от ἐτήσιος «годичный, годовой» от ἔτος «год», и связано с годовыми циклами этих ветров. Мельтеми были описаны с древнейших времен; их турецкое (meltem) и современное греческое (μελτέμι) названия вероятно происходят от итал. maltempo «плохая погода». Хотя иногда его называют муссонным ветром, мельтеми — сухой, и не имеет соответствующего противоположного зимнего ветра. Тем не менее, мельтеми косвенно связаны с летними муссонами полуострова Индостана, так как барическая ложбина пониженного атмосферного давления восточного Средиземноморья усиливает, если не создает, ветер мельтеми летом. Средиземноморский климат иногда называют англ. etesian climate.

## Возникновение
Ветра мельтеми возникают, главным образом, из-за образования глубокой континентальной депрессии с центром в юго-западной Азии. Их метеорологическое направление — между северо-восточным и северо-западным, в зависимости от рельефа местности. Обычно погода во время мельтеми хорошая и ясная, северные ветры сглаживают жестокую летнюю жару в регионе.
На севере Эгейского моря мельтеми дуют в северо-восточном и северном метеорологических направлениях. Двигаясь на юг, в центральном Эгейском море, они дуют в северном направлении, а в южной части Эгейского моря, в Критском и Карпатосском морях их направление северо-западное. Те же ветры дуют на Кипре как западные и юго-западные, будучи более влажными.
Филипп II Македонский назначил время своих военных операций, таким образом, что мощные южные флоты не могли добраться до него: их корабли могли плавать на север только очень медленно во время мельтеми.
В Турции различают мельтеми, благоприятствующий созреванию плодов: поздним летом — виноградный мельтеми (изюм мельтеми, iisum meltemi), в июне — вишневый мельтем (кирас мельтем, kiraz meltem), в мае — арбузный ветер, дынный мельтем (карпуз мельтеми, karpus meltemi), тыквенный мельтеми (кабак мельтеми, kabak meltemi).
В Бургасе в Болгарии на солеварнях мельтеми называют солевым ветром (зальцвинд).
Как правило, это хороший устойчивый ветер для парусного спорта.